# Julián Simón de la Torre
Julián Simón de la Torre (Madrid, 23 d'agost de 1956-Miranda de Ebro, 5 de novembre de 2015) va ser un polític espanyol. Era fill del polític Julián Simón Romanillos, que va ser alcalde de Miranda de Ebro durant més de 13 anys pel PSOE. Va estudiar dret a la Universitat de Valladolid i va ser secretari general del PSOE de Burgos entre 1986 i 2000. En les eleccions generals de 1996 va ser elegit diputat del PSOE per Burgos i va revalidar l'acta novament en 2000 i 2004. En les generals de 2008 va ser en les llistes del PSOE al Senat per Burgos i va resultar elegit senador, càrrec que va abandonar al juny de 2011 per presentar-se a les eleccions a les Corts de Castella i Lleó d'aquest mateix. Va resultar triat procurador en Corts, càrrec que ja havia ocupat entre 1983 i 1996, i va romandre en el càrrec fins a 2015. Va morir el 5 de novembre de 2015 a Miranda de Ebro a causa d'un infart, als 59 anys.